# Constantinopla
Constantinopla (em grego: Κωνσταντινούπολις; romaniz.: Konstantinoúpolis; lit. "cidade de Constantino", em latim: Constantinopolis, em turco otomano formal: قسطنطينيه , Kostantiniyye), atual Istambul, foi a capital do Império Romano (330–395), do Império Bizantino (ou Império Romano do Oriente) (395–1204 e 1261–1453), do Império Latino (1204–1261) e, após a tomada pelos turcos, do Império Otomano (1453–1922). Estrategicamente localizada entre o Corno de Ouro e o Mar de Mármara no ponto em que a Europa encontra a Ásia, a Constantinopla Bizantina havia sido a capital da Cristandade, sucessora das antigas Grécia e Roma. No decorrer da Idade Média, Constantinopla foi a maior e mais rica cidade da Europa.
Desde meados do século V até o início do XIII, Constantinopla era a maior e mais rica cidade da Europa e foi fundamental no avanço do cristianismo durante os tempos romanos e bizantinos como o lar do patriarca ecumênico de Constantinopla e como o Guardião das relíquias mais sagradas da cristandade, como a Coroa de Espinhos e a Verdadeira Cruz.

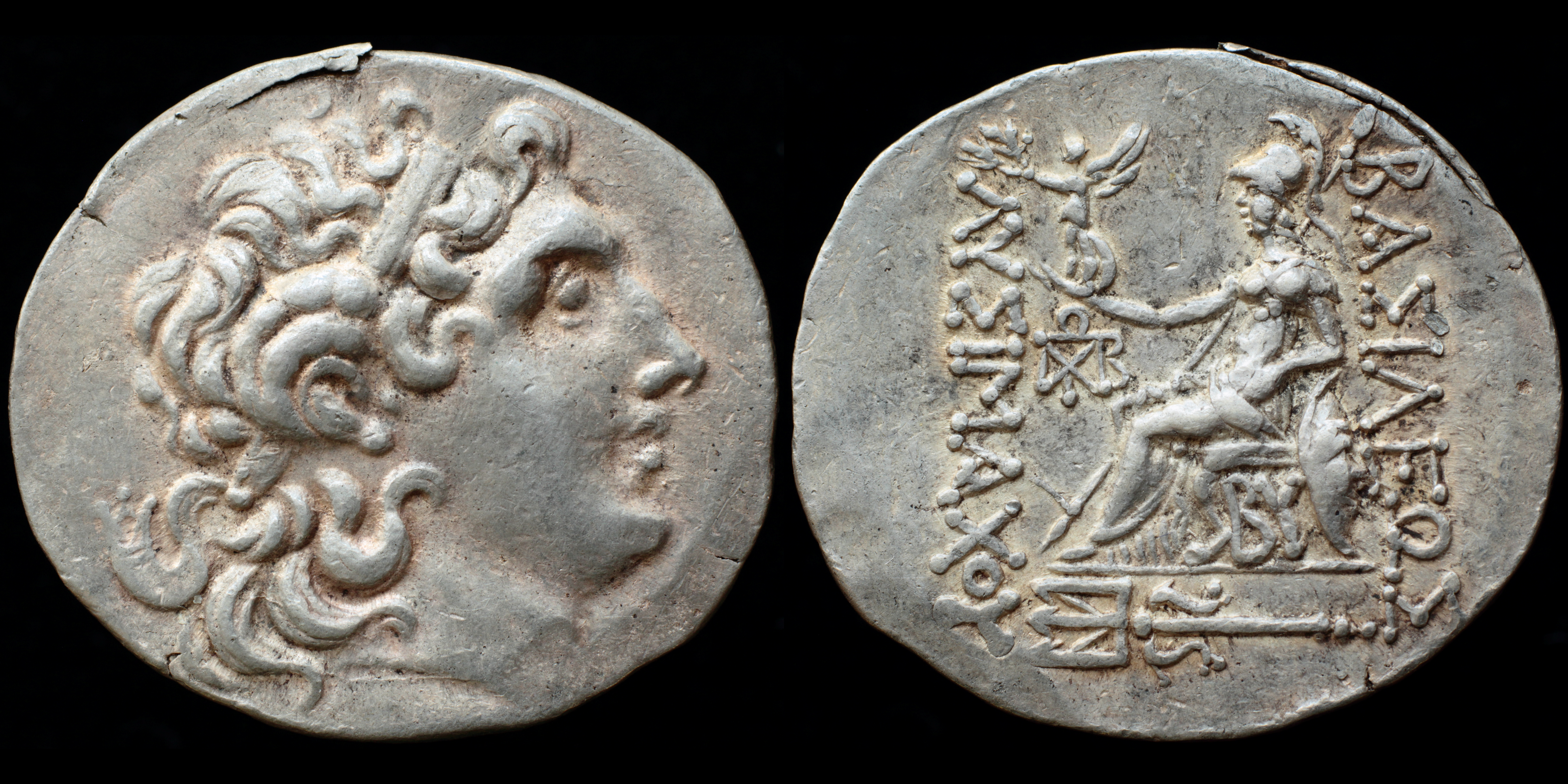
Tetradracma de prata cunhado em Bizâncio por volta de 150–100 a.C. A cidade cunhou moedas em nome de Lisímaco quase 200 anos após sua morte

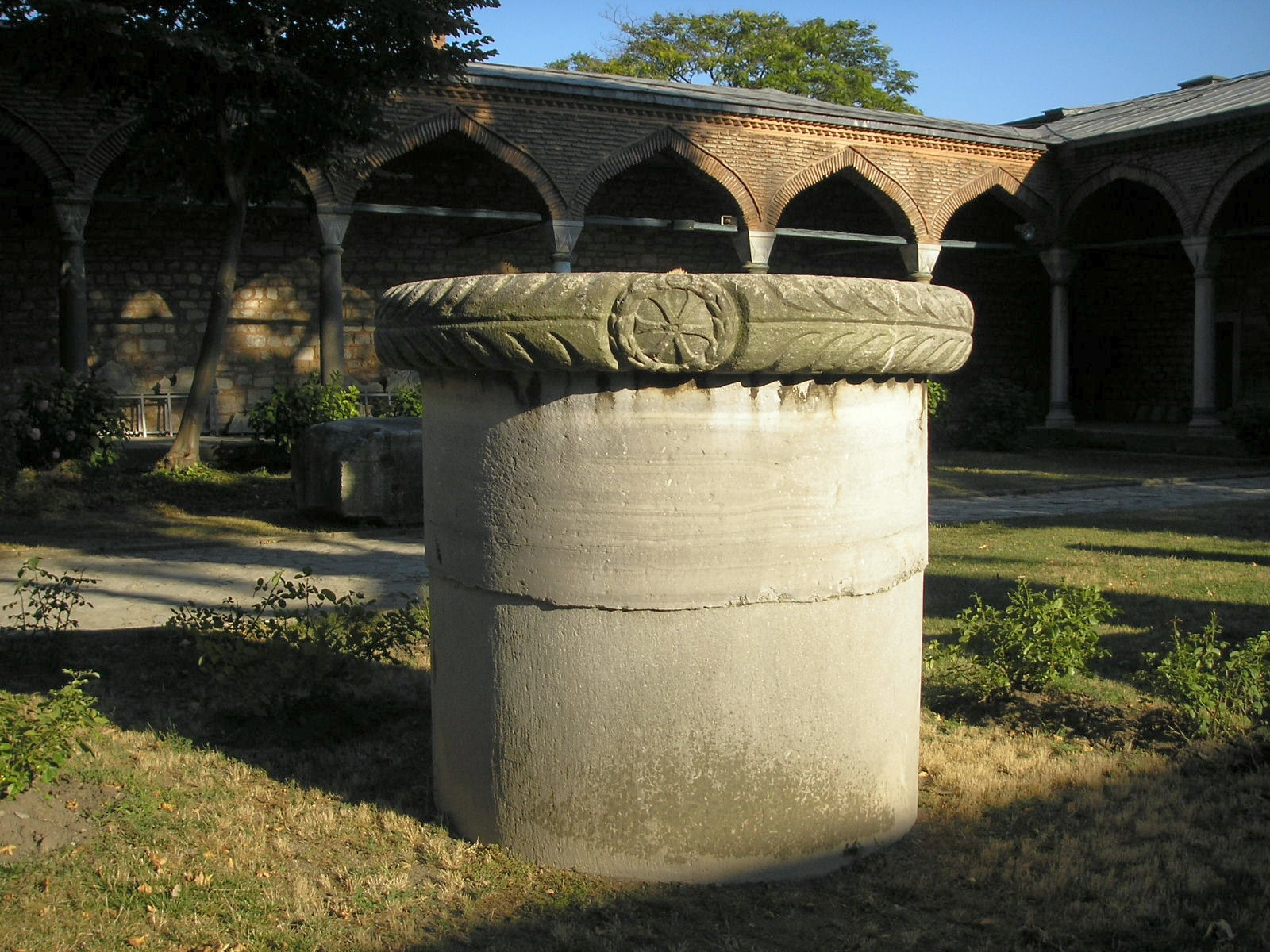
Restos de colunas bizantinas da antiga acrópole de Bizâncio, onde se encontra atualmente o Palácio de Topkapı

A cidade também era famosa por suas obras-primas arquitetônicas, como a catedral ortodoxa grega de Santa Sofia, que servia de sede do Patriarcado Ecumênico, o Palácio Imperial sagrado onde moravam os Imperadores, a Torre de Gálata, o Hipódromo, o Portão de Ouro das Muralhas de Constantinopla e os opulentos palácios aristocráticos que alinhavam-se entre avenidas. A Universidade de Constantinopla foi fundada no século V e continha inúmeros tesouros artísticos e literários antes de ser saqueada em 1204 e 1453, incluindo a sua vasta Biblioteca Imperial que continha os restos da Biblioteca de Alexandria e tinha mais de 100 mil volumes de textos da Antiguidade.
Constantinopla era famosa por suas defesas maciças e complexas. O primeiro muro da cidade foi erguido por Constantino e cercava a cidade por todos os lados. Mais tarde, no século V, o prefeito pretoriano Antêmio, sob o imperador Teodósio II (r. 408–450), empreendeu a construção das muralhas teodosianas, que consistiam em uma parede dupla a cerca de 2 km ao oeste da primeira muralha e um fosso com estacas na frente. Este formidável complexo de defesas foi um dos mais sofisticados da Antiguidade e a posição da cidade, construída intencionalmente em sete colinas, bem como na justaposição entre o Chifre de Ouro e o Mar de Mármara, a tornava uma fortaleza inexpugnável que protegia magníficos palácios, cúpulas e torres entre dois continentes (Europa e Ásia) e dois mares (o Mediterrâneo e o Mar Negro).

## Etimologia
O nome da cidade é uma referência ao imperador romano Constantino, que tornou esta cidade a capital do Império Romano em 11 de maio do ano 330. Dependendo de seus governantes, teve diferentes nomes no decorrer do tempo. Entre os mais comuns estão: Bizâncio (em grego: Βυζάντιον, transl.: Byzántion); Nova Roma (em grego: Νέα Ῥώμη, transl.: Néa Rhōmē); Constantinopla; Kostantiniyye e Istambul. Ela foi também chamada de Tsargrado ("Cidade dos Imperadores") pelos eslavos, enquanto para os viquingues era conhecida como Miklagård, "a Grande Cidade", semelhante ao nome com que também era chamada pelos gregos: "a Cidade" (ἡ Πόλις, hē Pólis).
O nome Istambul, que se supõe derivar da expressão grega "para a Cidade" ou "na Cidade" (em grego antigo εἰς τήν Πόλιν, eis ten pólis), é usado na língua turca desde o século X, embora na maior parte dos casos as autoridades otomanas se referissem à cidade como Kostantiniyye. No entanto, havia, por exemplos alguns cargos oficiais em cujo nome aparecia Istambul — o comandante militar era o İstanbul ağası o grau mais elevado da magistratura civil era o İstanbul efendisi. Em 1930, mediante a lei turca de serviço postal, parte das reformas nacionais do governo de Atatürk, a cidade foi definitivamente nomeada oficialmente como Istambul.

## História

### c.657 a.C.-324 d.C.: Bizâncio e assentamentos anteriores
Constantinopla foi fundada pelo imperador romano Constantino (r. 306–337) em 324 no local de uma cidade já existente, Bizâncio, que se instalou nos primeiros dias da expansão colonial grega, em torno de 657 a.C., por colonos da cidade-estado de Mégara. Este é o primeiro assentamento importante que se desenvolveria no local da futura Constantinopla, mas as primeiras ocupações conhecidas foi Ligo, referida nas Histórias Naturais de Plínio, o Velho. Além disso, pouco se sabe sobre este assentamento inicial, exceto que foi abandonado quando os colonos megarianos chegaram. O local, de acordo com o mito de fundação da cidade, estava abandonado quando os colonos gregos da cidade-estado de Mégara fundaram Bizâncio (em grego: Βυζάντιον; romaniz.: Byzantion) em torno de 657 a.C., em frente à cidade de Calcedônia e no lado asiático do Bósforo.
A cidade manteve a independência como uma cidade-estado até que ser anexada ao Império Aquemênida por Dario I em 512 a.C., que via a localização da cidade como ideal para construir uma ponte flutuante cruzando para a Europa, visto que Bizâncio estava situada no ponto mais estreito do Estreito do Bósforo. O domínio persa durou até 478 a.C., quando, como parte do contra-ataque grego à Segunda Invasão Persa da Grécia, um exército grego liderado pelo general espartano Pausânias capturou a cidade que permaneceu independente, ainda que subordinada aos atenienses e, mais tarde, aos espartanos, após 411 a.C. Um tratado visionário com o poder emergente de Roma em 150 a.C., que estipulava tributos em troca de um estatuto independente, permitiu que ela entrasse intacta ao domínio romano. Este tratado pagaria dividendos retrospectivamente, pois Bizâncio manteria sua independência e prosperaria em paz e estabilidade durante a Pax Romana, por quase três séculos até o final do século II.
Bizâncio nunca foi uma grande cidade-estado influente como Atenas, Corinto e Esparta, mas a cidade teve uma paz relativa e um crescimento constante como uma cidade comercial próspera graças a sua posição notável. O local estava no caminho da rota terrestre entre Europa e Ásia e na via marítima do Mar Negro ao Mediterrâneo. Além disso, tinha no Corno de Ouro um porto excelente e espaçoso. Já na época grega e romana, Bizâncio era famosa por sua posição geográfica estratégica que dificultava o assentamento e captura e a tornava um assentamento muito valioso para abandonar, como o imperador Septímio Severo mais tarde percebeu quando arrasou a cidade para apoiar a reivindicação de Pescênio Níger. Foi um movimento muito criticado pelo cônsul e historiador contemporâneo Dião Cássio, que disse que Severo havia destruído "um forte posto romano e uma base de operações contra os bárbaros do Ponto e da Ásia". Ele reconstruiu Bizâncio no final do seu reinado, no qual seria brevemente renomeado para Augusta Antonina, fortificando-a com uma nova muralha da cidade em seu nome, a parede de Severo.

### 324-337: Fundação de Constantinopla

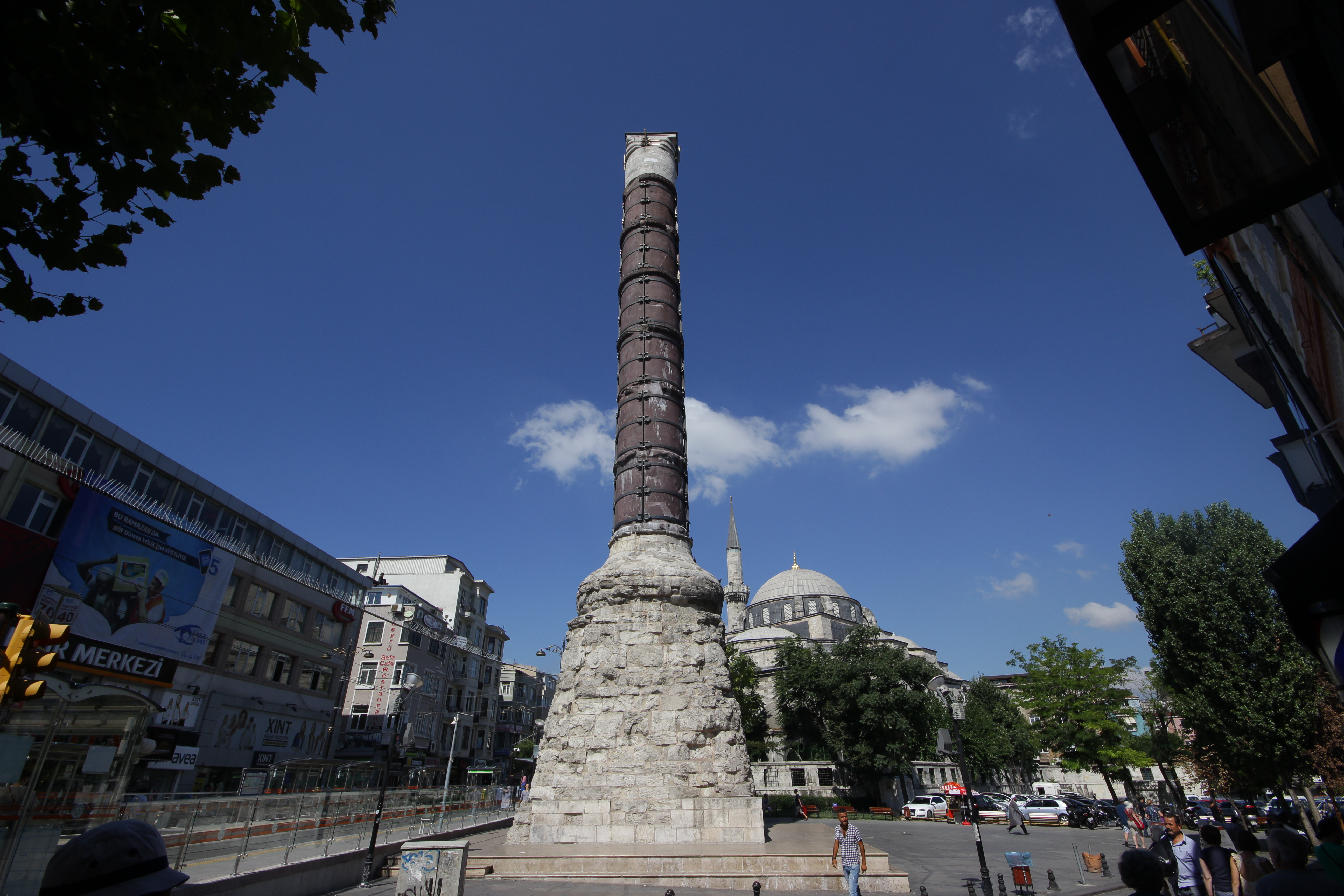
Coluna de Constantino, construída por Constantino em 330 para comemorar o estabelecimento de Constantinopla como a nova capital do Império Romano

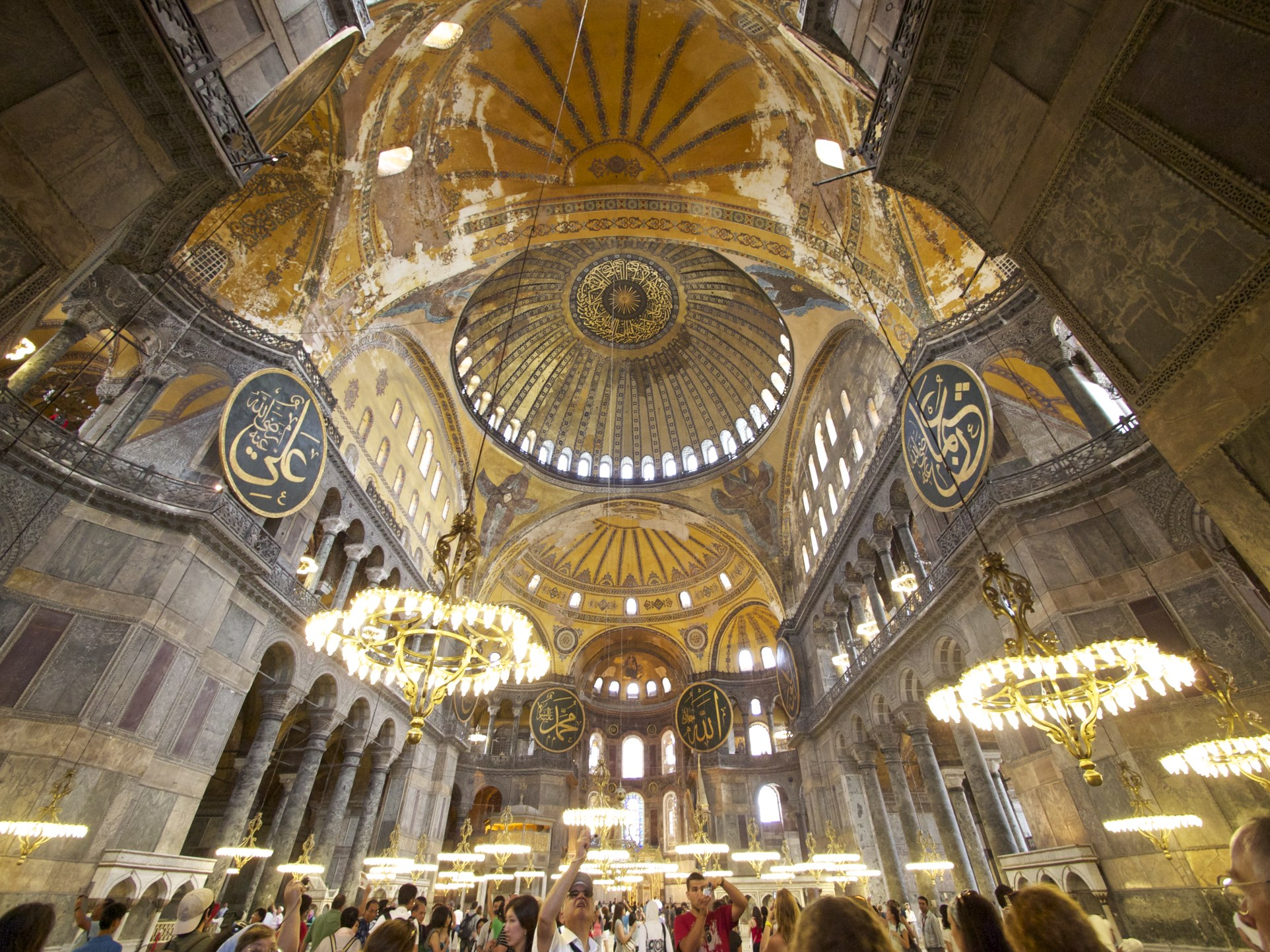
Santa Sofia, construída por ordem de Justiniano

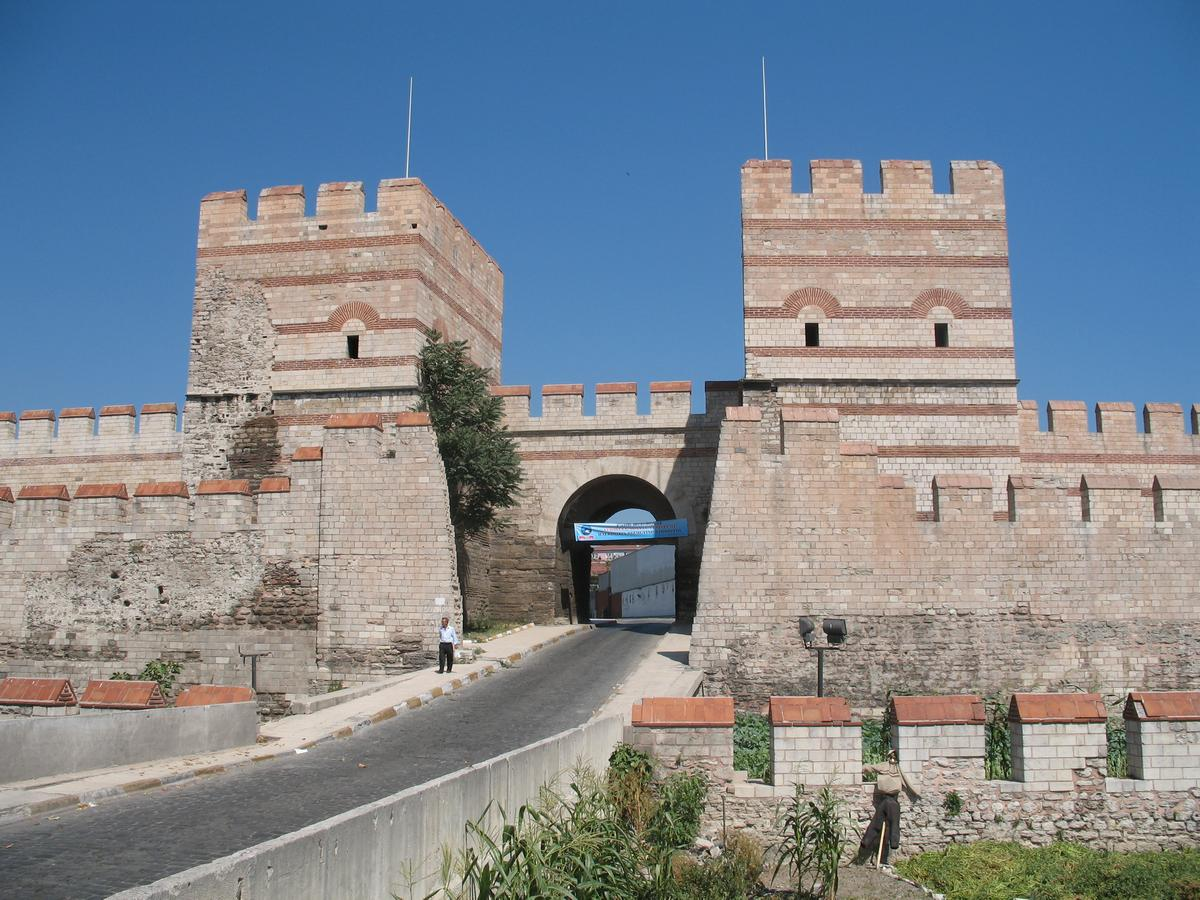
Trecho restaurado das Muralhas de Constantinopla

Constantino tinha planos mais ousados. Tendo restaurado a unidade do Império Romano do Oriente e, ao longo de grandes reformas governamentais e da consolidação da igreja cristã, ele estava bem ciente de que Roma era uma capital insatisfatória, pois estava muito longe das fronteiras e, portanto, dos exércitos e dos tribunais imperiais, e oferecia uma cena política indesejável, com muitas disputas. No entanto, tinha sido a capital do Estado romano por mais de mil anos e poderia parecer impensável sugerir que a capital fosse movida para um local diferente. No entanto, Constantino identificou o local de Bizâncio como o mais apropriado: um lugar onde um imperador podia sentar-se, prontamente defendido, com fácil acesso às fronteiras do Danúbio ou do Eufrates, com sua corte fornecida pelos ricos jardins e oficinas sofisticadas da Ásia romana, com seus tesouros preenchidos pelas províncias mais ricas do Império. Constantinopla foi construída ao longo de 6 anos e consagrada em 11 de maio de 330. Constantino dividiu a cidade expandida, como Roma, em 14 regiões e ornamentou-a com obras públicas dignas de uma metrópole imperial. No entanto, no início, a Nova Roma de Constantino não tinha todas as dignidades da Roma antiga. Possuía um procônsul, em vez de um prefeito urbano. Não tinha pretores, tribunos ou questores. Embora tivessem senadores, eles possuíam o título claro (em latim: clarus, não claríssimo (clarissimus), como os de Roma. Também faltava a panóplia de outros escritórios administrativos que regulavam o fornecimento de alimentos, policiais, estátuas, templos, sistema de esgotos, aquedutos ou outras obras públicas. O novo programa de construção foi realizado com muita pressa: colunas, mármores, portas e ladrilhos foram feitos por atacado dos templos do império e levados até a nova cidade. Da mesma forma, muitas das maiores obras de arte grega e romana logo seriam vistas em seus quarteirões e ruas. O imperador estimulou a construção privada com promessas de terras das propriedades imperiais na Diocese da Ásia e na Diocese do Ponto. Em 18 de maio de 332, anunciou que, como em Roma, distribuições gratuitas de alimentos seriam feitas aos cidadãos. Na época, o valor era de 80 mil porções por dia, distribuídos a partir de 117 pontos de distribuição em torno da cidade.
Constantino estabeleceu uma nova praça no centro da antiga Bizâncio, nomeando-a Augusteu. A nova câmara do Senado (ou a Cúria) estava alojada em uma basílica no lado leste. No lado sul da grande praça foi erguido o Grande Palácio do Imperador com sua entrada imponente, o Portão Calce, e sua suíte cerimonial conhecida como o Palácio de Dafne. Próximo ao local estava o vasto Hipódromo para carruagens, ocupando mais de 80 mil espectadores e as famosas Termas de Zeuxipo. Na entrada oeste do Augusteu estava o Milião, um monumento abobadado a partir do qual as distâncias eram medidas em todo o Império Romano Oriental. Do Augusteu partia uma grande rua, a Mese (em grego: Μέση [Οδός]), alinhado com colunas. Quando desceu o Primeiro Monte da cidade e subiu ao Segundo Monte, passou à esquerda o Pretório ou tribunal. Então passou pelo Fórum de Constantino, onde havia uma segunda casa do Senado e uma coluna alta com uma estátua do próprio Constantino sob a aparência de Hélio, coroada com um halo de sete raios e olhando para o sol nascente. A partir daí, a Mese passava e atravessava o Fórum de Teodósio e depois o Fórum do Boi, e finalmente o Sétimo Monte (ou Xerólofo) e até o Portão de Ouro no Muro de Constantino. Após a construção das Muralhas de Constantinopla no início do século V, o muro atingiu um comprimento total de sete milhas romanas.

### Queda
|                                                       |  |                                                                          |
| Entrada dos cruzados em Constantinopla, por Delacroix |  | Maomé II, o Conquistador com o exército otomano em marcha com a bombarda |

Embora tenha sido assediada em várias ocasiões por diferentes povos, as defesas de Constantinopla se tornaram invulneráveis por quase 900 anos antes da cidade ter sido tomada em 1204 pelos exércitos cruzados da Quarta Cruzada. Constantinopla nunca se recuperou verdadeiramente da devastação causada pela Quarta Cruzada e das décadas de desordem do Império Latino, embora a cidade tenha se recuperado parcialmente nos primeiros anos após a restauração sob a dinastia paleóloga.[carece de fontes?]
Após a perda final de suas províncias no início do século XV, o Império Bizantino foi reduzido a apenas Constantinopla e seus arredores, juntamente com Moreia na Grécia, até que Constantinopla se tornou um enclave dentro do incipiente Império Otomano. A cidade perdeu a guerra contra os otomanos, liderados pelo sultão Maomé II, após um cerco de um mês em 1453. A cidade se tornou a nova capital otomana no lugar de Edirne (antiga Adrianópolis) e passou a se chamar Istambul.